# Erik Jørgensen
Erik Jørgensen (Dinamarca, 21 de abril de 1920-9 de junio de 2005) fue un atleta danés especializado en la prueba de 1500 m, en la que consiguió ser medallista de bronce europeo en 1946.

## Carrera deportiva
En el Campeonato Europeo de Atletismo de 1946 ganó la medalla de bronce en los 1500 metros, llegando a meta en un tiempo de 3:52.8 segundos, tras los suecos Lennart Strand (oro con 3:48.0 segundos récord de los campeonatos) y Henry Eriksson.